# 琉園水晶博物館
琉園水晶博物館是台灣一間由琉園創辦人王永山創建的博物館。

## 历史
原為琉園辦公室，原址位於北投關渡捷運站旁，於1999年9月9日改建為博物館。琉園水晶博物館是兩岸三地第一座以「玻璃藝術」為主題的博物館，曾舉辦二十餘場專題展覽，亦有政要、名人參觀的記錄。該館於2017年遷址至宜蘭國立傳統藝術中心傳藝文化園區。